# 武田梓
武田 梓（たけだ あずさ、1992年2月21日 - ）は、日本の女優、モデル。ファイブ☆エイト所属。神奈川県出身。

## 出演

### バラエティ
- CS発!美少女箱（2004年 - 2005年、フジテレビ721・739）
- スーパーな少女☆58（2003年 - 2004年、CS）準レギュラー
- ティンティンTOWN!〜マリー&リサのおしゃれ★ラボ〜（2003年、日本テレビ）71・72週
- SDM発L（2004年、フジテレビ）タカミープロジェクトレギュラー

### テレビドラマ
- マンハッタンラブストーリー9話（2003年、TBS）
- 水曜ミステリー9 二つの嘘（2005年、テレビ東京）
- ドラマW 対岸の彼女（2006年、WOWOW）

### 映画
- シベリア超特急5（2005年、水野晴郎監督）和代役
- 想文〜おもひぶみ〜（2006年、伊藤秀裕監督）葵役
- 修羅の血涙（2007年、高瀬将嗣監督）まり役

### CM
- 日本生命企業 改札編（2004年）
- 大阪ガス（2006年）
- ベネッセ 進研ゼミ 中学講座（2006年）
- NTTDoCoMo東海（2006年）

### スチル
- バンダイ「フォトシールバッチアダプターセット」（2003年）パッケージ
- 三菱写真（2003年）POP
- 日本工学院（2006年）

### 携帯サイト
- あいどる探偵団（2004年）

### アテレコ
- WITHOUT A TRACE/FBI 失踪者を追え! 第15話（2006年）リサ役
- シャークボーイ&マグマガール 3-D

## 作品・書籍

### CD
- Doll's Vox「夢見るオモチャ箱〜恋するDancing Doll」（2005年8月10日）

### DVD
- 1stDVD 天使の翼「いたずら描き」（アムモ）

### DVDドラマ
- true tears〜pure album〜（2006年12月22日発売、DSE）主演・仲根るい役

### 雑誌
- ちゃお（2003年、小学館）2003年特別賞受賞
- ローティーン夏服（2004年、ブティック社）